# Velký třesk

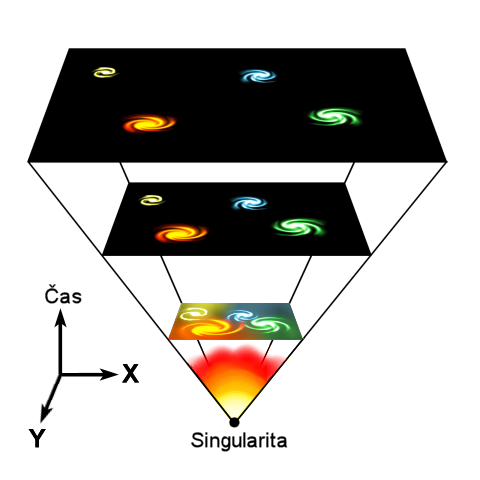
Podle teorie vznikl vesmír z nekonečně husté singularity. Vesmír se s postupem času rozpíná, čímž se objekty od sebe vzdalují.

Velký třesk je fyzikální teorie, která předpokládá, že vesmír měl na počátku extrémně vysokou hustotu a teplotu a od té doby dochází k jeho neustálému rozpínání. Původně posměšné označení velký třesk (anglicky Big Bang) označuje počátek tohoto rozpínání a zjednodušeně ho připodobňuje k explozi. Dnes se jedná o všeobecně přijímanou kosmologickou teorii o vzniku a vývoji vesmíru a protiklad k opuštěným teoriím stacionárního vesmíru.
Myšlenku časového bodu, kdy začalo pozorované rozpínaní vesmíru, roku 1931 první navrhl belgický kněz a astronom Georges Lemaître. Za počátek tehdy považoval prvotní atom či kosmické vejce. Termín „velký třesk“ poprvé použil Fred Hoyle v roce 1949 během programu rozhlasové stanice BBC s názvem „Podstata věcí“ (anglicky The Nature of Things); text byl vydaný roku 1950. Hoyle byl zastáncem stacionárního vesmíru a dehonestující název použil pro odsouzení této teorie.
Velký třesk byl vyvozen z teorie rozpínání vesmíru, na základě teorie relativity jako počátek časoprostoru na počátku vesmíru. U všech vzdálených vesmírných objektů vyzařujících elektromagnetické záření je pozorována prodloužená vlnová délka, což je chápáno jako důkaz jejich vzdalování od pozorovatele a tedy rozpínání vesmíru. Tento jev se nazývá rudý posuv podle červeného světla, které má ve viditelném spektru nejdelší vlnovou délku. Teorie velkého třesku byla potvrzena v 60. letech 20. století pozorováním předpovězeného reliktního záření, které vyplňuje celý vesmír a mělo by být pozůstatkem (reliktem) rané fáze vývoje vesmíru. Za další potvrzení teorie se považuje Hubbleův-Lemaîtreův zákon postulující, že vzdálenější galaxie se vzdalují rychleji než ty bližší.
Podle současných fyzikálních modelů je vesmír starý asi 13,8 miliard let, ale jeho počáteční stav a přesný průběh velkého třesku není znám. Někdy se hovoří o formě tzv. počáteční singularity (připodobněná k singularitě gravitační), ve které byla měření času a délky bezpředmětná (čas ale tehdy nemusel mít počátek) a teplota spolu s tlakem byly nekonečné. Současná fyzika tento úplný počátek historie vesmíru trvající nepatrný Planckův čas neumí popsat, konkrétně chybí uspokojivá teorie kvantové gravitace. Podle jiných teorií jsou tyto nekonečné hodnoty v rozporu s kvantovými jevy a hovoří se pouze o počáteční horké plazmatické fázi vesmíru. Poté by měly následovat další fáze, mezi nimi: inflace (prudké rozpínání), prvotní nukleosyntéza (vznik jader atomů) a rekombinace (vznik atomů) a oddělení hmoty od záření.

## Historie teorie
Einsteinova obecná teorie relativity, která se v té době rozvíjela, nedovolovala statické řešení (to znamená, že vesmír se musel buď rozpínat, nebo zmenšovat – jak ukazuje například už de Sitterův prostoročas z roku 1917). Tento výsledek považoval sám Einstein za chybný a snažil se ho opravit přidáním kosmologické konstanty. V roce 1918, změřil štrasburský astronom Carl Wilhelm Wirtz systematický rudý posuv některých „mlhovin“, který nazval „K-korekce“; nebyl si však vědom kosmologických důsledků, ani toho, že údajné mlhoviny byly ve skutečnosti galaxie mimo naši Mléčnou dráhu.
Aplikování obecné teorie relativity na celý vesmír se podařilo Alexanderovi Friedmanovi, jehož rovnice popisují Friedmannův-Lemaîtreův-Robertsonův-Walkerův vesmír. Nezávisle na něm roce 1927 publikoval belgický kněz Georges Lemaître teorii o rozpínání vesmíru. Roku 1929 našel Edwin Hubble experimentální důkazy, kterými potvrdil Lemaîtreovu teorii. Použitím měření rudého posuvu Hubble potvrdil i teorii, že daleké galaxie se vzdalují ve všech směrech rychlostmi (vzhledem k Zemi) přímo úměrnými jejich vzdálenosti, což nyní známe jako Hubbleův či Hubbleův-Lemaîtreův zákon. Lemaître byl v roce 1931 prvním, kdo předložil návrh, že vesmír začal „výbuchem prvotního atomu“.
Vzdalování galaxií naznačovalo dvě různé možnosti. První z nich, vytvořená a obhajovaná Georgem Gamowem byla, že vesmír začal v konečném čase v minulosti a od té doby se neustále rozpíná. Druhou byl model stacionárního vesmíru, vypracovaný Fredem Hoylem. Podle tohoto modelu by se při vzdalování galaxií tvořila nová hmota a vesmír by v libovolném okamžiku vypadal stejně. Několik let byly obě tyto protichůdné teorie podporované stejnou měrou.
Pozorování však brzo přinesla důkazy, které dodaly zdrcující podporu právě teorii velkého třesku, která se od poloviny 60. let 20. století považuje za nejlepší dostupnou teorii vzniku a vývoje vesmíru. Prakticky všechna teoretická práce v kosmologii zahrnuje rozšiřování a vylepšování základní teorie velkého třesku. Velká část této práce se zaměřuje na pochopení, jak se v kontextu velkého třesku formují galaxie, pochopení toho, co se při velkém třesku stalo a slučování pozorování s teorií.
Ke konci 90. let 20. století a na začátku 21. století se v teorii velmi pokročilo díky důležitému pokroku v technologii dalekohledů a ve spojení s obrovským množstvím družicových údajů např. ze sond COBE a WMAP. Tyto údaje umožnily astronomům spočítat mnoho parametrů velkého třesku s lepší přesností a neočekávaně vedly k důležitému zjištění, že se rozpínaní vesmíru zrychluje.

## Stručný přehled průběhu
Na základě měření rozpínání vesmíru pomocí supernov typu Ia, měření vlastností kosmického mikrovlnného pozadí a měření korelačních funkcí galaxií bylo odhadováno stáří vesmíru 13,7 ± 0,2 miliardy roků. Skutečnost, že se tato tři nezávislá měření shodovala, byla považována za silný důkaz pro takzvaný Lambda-CDM model, který detailně popisuje podstatu součástí vesmíru. V roce 2013 sonda Planck přinesla pozorování, na základě nichž je vesmír starší, cca 13,8 miliardy roků.
Raný vesmír byl homogenní a izotropně vyplněný vysokou energetickou hustotou. Přibližně 10−35 sekund po Planckově času se vesmír exponenciálně zvětšil během období nazývaného kosmická inflace. Když se pak inflace zastavila, hmotné součásti vesmíru byly ve formě kvark-gluonového plazmatu, ve kterém se všechny částice relativisticky pohybovaly. S růstem vesmíru klesala jeho teplota. V čase asi 1 sekunda, při teplotě 3×1010 K, se od horkého plazmatu uvolnila reliktní neutrina. Poté se začaly vázat kvarky a gluony, a tak tvořit baryonová hmota. Díky fyzikálním nesymetriím se vytvořilo o něco více hmoty než antihmoty. Hmota a antihmota povětšinou rekombinovala, a dnes tak pozorujeme jen ten malý zbytek hmoty, který už zrekombinovat nemohl.
Jak se vesmír dál zvětšoval, jeho teplota dále klesala, což vedlo k dalším procesům narušujícím symetrie, které se začaly projevovat jako známé interakce a elementární částice. Ty brzo umožnily vznik atomů vodíku a helia. Tento proces se nazývá nukleosyntéza velkého třesku. Vesmír se dále ochlazoval, hmota se přestala pohybovat relativisticky a její vlastní hmotnost začala gravitačně dominovat nad energií záření. Asi po 380 000 letech se záření oddělilo od hmoty. Vesmír se tak stal pro záření průhledný. Záření z této doby se tak zachovalo až do dneška a můžeme ho dnes pozorovat jako reliktní záření.
Časem se začaly o trošku hustější oblasti v téměř homogenním vesmíru díky gravitaci ještě více zahušťovat. Vytvořila se tak oblaka plynu, hvězdy a galaxie a posléze i kosmický prach a další útvary, které dnes můžeme pozorovat. Detaily tohoto procesu závisí na množství a typu hmoty ve vesmíru. Tři možné typy jsou známé jako studená temná hmota, horká temná hmota a baryonická hmota. Nejlepší dostupné měření (ze sondy WMAP) ukazují, že dominantním typem hmoty ve vesmíru je studená temná hmota. Ostatní dva typy hmoty představují méně než 20 % veškeré hmoty ve vesmíru.
Zdá se, že dnešnímu vesmíru dominuje záhadná forma energie známá jako temná energie. Přibližně 70 % celkové energie dnešního vesmíru je v této formě. Tato temná energie má schopnost způsobovat změnu rozpínaní vesmíru z lineární závislosti rychlost – vzdálenost, čímž způsobuje, že se časoprostor na velkých vzdálenostech rozpíná rychleji než se očekávalo. Temná energie nabírá podobu termínu kosmologické konstanty v Einsteinových rovnicích pole v obecné teorii relativity, avšak podrobnosti její stavové rovnice a také vztahu se standardním modelem částicové fyziky se stále zkoumají jak z teoretické roviny, tak i pozorováními.
Všechna tato pozorování jsou obsažena v kosmologickém Lambda-CDM modelu, který je matematickým modelem velkého třesku se šesti volnými parametry. Záhady se objevují, když se přibližujeme k počátku času a vesmíru vůbec. Pro prvních 10−33 s, tedy pro dobu před velkým sjednocením sil, nemáme žádnou smysluplnou teorii. Einsteinova teorie předpovídá singularitu s nekonečnými hustotami. Pro jejich odstranění bychom potřebovali kvantovou gravitaci. Pochopení dějů v této době je jedním z největších nevyřešených problémů moderní fyziky. Ty však pak i mohou vést k závěrům, ve kterých k žádnému velkému třesku nedošlo.

## Teoretická podoba
Dnešní podoba teorie velkého třesku závisí na třech předpokladech:
1. Univerzálnost fyzikálních zákonů
2. Kosmologický princip
3. Koperníkův princip

Když se vymyslely, byly tyto myšlenky jednoduše přijaté jako postuláty, avšak dnes jsou v plném proudu snahy o jejich ověření. Univerzálnost fyzikálních zákonů byla ověřená na úroveň, že největší změna fyzikálních konstant během doby existence vesmíru je řádu 10−5. Izotropie vesmíru, která definuje kosmologický princip, byla ověřená na úroveň řádu 10−5. Změřilo se také, že vesmír je homogenní v největších škálách až do 10% úrovně. Nyní je snaha ověřit Koperníkův princip pozorováním interakcí galaktických klastrů s reliktním zářením pomocí Sjunjajevova-Zeldovičova jevu až na úroveň 1% přesnosti.
Teorie velkého třesku používá Weylův postulát pro jednoznačné měření času v libovolném bodě jako „času od Planckova času.“ Měření v tomto systému je založeno na konformních souřadnicích, ve kterých takzvané spolupohybující se vzdálenosti a konformní časy oprošťují rozpínání vesmíru (parametrizovaném kosmologickým škálovým faktorem) od započítávání časoprostorových měření. Spolupohybující se vzdálenosti a konformní časy jsou definovány tak, že pohybující se s kosmologickým tokem jsou od sebe ve stále stejné spolupohybující se vzdálenosti a částicový horizont neboli hranice pozorování místního vesmíru je daná konformním časem.
Jelikož vesmír může být popsán takovýmito souřadnicemi, velký třesk není explozí hmoty pohybující se ven a plnící prázdný vesmír. Místo toho se zvětšuje sám časoprostor. Toto zvětšování způsobuje, že fyzické vzdálenosti mezi jakýmikoli dvěma body v našem vesmíru se zvětšují. Objekty, které jsou svázány dohromady, například gravitací, se ale nezvětšují, protože fyzikální zákony, které jim vládnou, jsou uniformní a nezávislé na zvětšování. Navíc je rychlost zvětšování vesmíru na dnešních malých škálách tak malá, že jakákoliv závislost fyzikálních zákonů na zvětšování je současnou technikou neměřitelná.

## Pozorované důkazy
Všeobecně se uznávají tři pilíře pozorování podporující teorii velkého třesku, a to Hubbleův zákon rozpínání, který vzešel z pozorování rudého posuvu galaxií, přesné měření reliktního záření a četnost lehkých prvků. Navíc pozorované vzájemné vztahy struktur velkého měřítka ve vesmíru velmi dobře zapadají do standardní teorie velkého třesku.

### Hubbleův zákon
Podle pozorování vzdálených galaxií a kvasarů jsou spektra těchto objektů posunuta k červenému konci spektra, to znamená k delším vlnovým délkám. Naměřený posuv se dává do souvislosti s Dopplerovým posuvem záření tělesa, které se od nás vzdaluje určitou rychlostí. Z těchto měření rychlostí a měření vzdáleností těchto těles vyplývá, že rychlost vzdalování závisí na vzdálenosti lineárně. Této závislosti se říká Hubbleův zákon:
{\displaystyle v=H_{0}D}
kde {\displaystyle v} je rychlost, {\displaystyle D} je vzdálenost od objektu a {\displaystyle H_{0}} je Hubbleova konstanta, která má podle měření sondy WMAP hodnotu 71 ± 4 km/s/Mpc.

### Reliktní záření
Teorie velkého třesku předpověděla existenci mikrovlnného záření, které mělo přicházet ze všech směrů a mít charakter záření absolutně černého tělesa, takzvané reliktní záření.
Toto záření mělo být pozůstatkem baryogeneze z doby, kdy se vesmír stal průhledným pro elektromagnetické záření. Před tím díky neustálým interakcím s plazmatem se elektromagnetické záření neustále Comptonovým jevem rozptylovalo. Jakmile se ale utvořily atomy, mohlo se záření začít volně šířit na delší vzdálenosti.
Protože raný vesmír byl v tepelné rovnováze, záření z této doby má spektrum záření absolutně černého tělesa a má přicházet ze všech směrů téměř stejné. Díky Hubbleově rozpínání se ale jeho vlnová délka značně prodloužila, a tak dnes už nemá původní teplotu asi 3 000 K, ale jen několik málo K nad absolutní nulou.
Roku 1963 Arno Penzias a Robert Wilson při měření s mikrovlnnou anténou Bellových laboratoří náhodně objevili předpovězené reliktní záření. Za tento objev dostali oba vědci Nobelovu cenu. Bylo to významné potvrzení teorie velkého třesku.
V roce 1989 NASA vypustila sondu COBE (Cosmic Background Explorer – „Průzkumník kosmického pozadí“), která reliktní záření velmi rychle proměřila. Naměřená teplota 2,726 K (-270,274 °C) plně souhlasila s předpovědí. Dále se zjistilo, že s přesností 1 ku 10−5 je reliktní záření izotropní. V 90. letech se pak zjistilo, že záření je přece jenom slabě anizotropní. Měření typických úhlových rozměrů těchto odchylek vedlo ke zjištění, že vesmír je geometricky plochý (viz tvar vesmíru). Roku 2003 byly uveřejněny výsledky měření sondy WMAP (Wilkinson Microwave Anisotropy Probe – „Wilkinsonova mikrovlnná sonda anizotropnosti“), která velmi přesně změřila některé kosmologické parametry. Měření i zneplatnilo několik speciálních modelů kosmické inflace, ale výsledky s inflační teorií obecně souhlasily.

### Četnost původních prvků
Použitím modelu velkého třesku je možné vypočítat koncentraci helia-4, helia-3, deuteria a lithia-7 ve vesmíru. Všechny koncentrace jsou závislé na jediném parametru, a to poměru fotonů k baryonům. Předpovězená poměrná množství jsou přibližně 25 % pro 4He ku H, 10−3 pro 2H ku H, 10−4 pro 3He ku H a 10−9 7Li ku H.
Měření původní četnosti všech čtyř izotopů se shodují s těmito předpovězenými hodnotami. Tato shoda je silným důkazem pro teorii velkého třesku, protože je to jediné nám známé vysvětlení pro tyto koncentrace.

### Vývoj a rozložení galaxií
Podrobná pozorování stavby a rozložení galaxií a kvasarů také poskytují silný důkaz pro teorii velkého třesku. Kombinace pozorování a teorie napovídají, že první kvasary a galaxie se vytvořily asi miliardu let po velkém třesku a od té doby se vyvinuly i větší struktury jako kupy a nadkupy galaxií. Hvězdné populace stárly a vyvíjely se, takže vzdálené galaxie, které pozorujeme takové, jaké byly v raném vesmíru, vypadají značně odlišně než galaxie blízké. Navíc galaxie, které se vytvořily relativně nedávno, se znatelně liší od galaxií v podobných vzdálenostech, které se ale vytvořily krátce po velkém třesku. Tato pozorování jsou silným argumentem proti stacionárnímu modelu. Velké struktury dobře souhlasí se simulacemi velkého třesku a tvoření struktur ve vesmíru a pomáhají doplnit detaily teorie.

## Problémy teorie velkého třesku
Během historie teorie velkého třesku vyvstalo několik problémů. Některé jsou dnes už překonané buď změnami teorie nebo přesnějšími měřeními. Jiné, jako například problém hrotového hala nebo problém četnosti trpasličích galaxií, se nepovažují za fatální, protože mohou být vyřešeny úpravou teorie.
Malý počet zastánců nestandardní kosmologie věří, že žádný velký třesk nikdy nenastal, a tvrdí, že řešení těchto problémů vyžaduje účelové úpravy a dodatky k teorii. Nejčastěji jsou napadány části standardní kosmologie, které zahrnují temnou hmotu, temnou energii a kosmickou inflaci. Přestože vysvětlení těchto částí nebyla dosud podána, nezávislá pozorování nukleosyntézy velkého třesku, reliktního záření, velkorozměrových struktur a supernov typu Ia napovídají, že se je podaří s touto teorií skloubit. Gravitační projevy napadávaných objektů jsou již dobře zpracované jak po pozorovatelské, tak teoretické stránce, ale ještě nebyly zahrnuty do Standardního modelu fyziky částic. Ačkoli některé aspekty teorie zůstávají nevysvětlené fundamentální fyzikou, naprostá většina astronomů a fyziků souhlasí, že velmi dobrá shoda mezi teorií velkého třesku a pozorováními pevně zakotvila všechny základní části teorie.
Následuje několik „problémů“ a hádanek velkého třesku

### Problém horizontu
Problém horizontu vychází z předpokladu, že informace nemohou cestovat rychleji než světlo, a tak dvě oblasti vesmíru vzdálené od sebe více než je rychlost světla vynásobená věkem vesmíru nemohou být kauzálně (příčinně) spojeny. Pozorovaná izotropie kosmického mikrovlnného pozadí je z tohoto ohledu problematická, protože velikost horizontu v tom čase odpovídá přibližně dvěma úhlovým stupňům na obloze. Pokud měl vesmír od Planckova času stejnou historii rozpínání, neexistuje žádný mechanismus, který by umožnil, aby tyto oblasti měly stejnou teplotu.
Tato zdánlivá rozporuplnost je vyřešená inflační teorií, podle které homogenní a izotropní skalární energetické pole dominuje vesmíru v čase 10−35 sekundy po Planckově času. Během inflace projde vesmír exponenciálním rozpínáním a kauzálně spojené oblasti se rozpínají za vzájemné horizonty. Heisenbergův princip neurčitosti předpovídá, že během inflační fáze existovaly primordiální kvantové tepelné fluktuace, které se zvětšily až do velikosti vesmíru. Tyto fluktuace posloužily jako zárodky všech současných struktur ve vesmíru. Po inflaci se vesmír rozpínal podle Hubbleova zákona a oblasti, které nebyly kauzálně spojeny, se vrátily pod horizont. To vysvětluje pozorovanou izotropii reliktního záření. Teorie inflace předpovídala, že primordiální fluktuace téměř vůbec nezávisely na svých velikostech, což bylo přesně potvrzené měřeními reliktního záření.
Dalším, mezi většinou vědců neoblíbeným řešením problému horizontu by bylo připustit si, že rychlost světla nebyla vždy stejná během vývoje vesmíru. Ultra-rychlé světlo by cestovalo ve své době o mnoho větší rychlostí než dnes. Jak se vesmír rozpínal, světlo by se ustálilo na dnešní rychlosti. V současnosti, i přes inflační teorii, si vědci stále nejsou jisti řešením problému horizontu.

### Plochost
Problém plochosti je problém vycházející z pozorování, které vzešlo z úvah o geometrii vesmíru spojené s Friedmannovou-Lemaîtreovou-Robertsonovou-Walkerovou metrikou. Obecně může vesmír mít tři odlišné typy geometrií: hyperbolickou geometrii, euklidovskou geometrii, nebo eliptickou geometrii. Geometrie vesmíru je daná celkovou energetickou hustotou vesmíru. Hyperbolickou geometrii by vesmír měl, pokud by hustota byla menší než kritická, eliptickou, pokud by hustota byla větší než kritická, a euklidovskou, pokud by hustota byla přesně kritická. V raných fázích musel vesmír mít hustotu kritickou s přesností na 10−15. Větší odchylka by způsobila buď tepelnou smrt, nebo velký křach a vesmír by nemohl existovat takový, jaký ho dnes známe.
Vyřešení tohoto problému nabízí opět inflační teorie. Během inflační fáze se časoprostor zvětšil natolik, že jakékoliv zbytkové zakřivení bylo zcela vyhlazené. Vesmír musí tedy být plochý právě díky inflaci.

### Magnetické monopóly
Problém magnetických monopolů vyvstal koncem 70. let 20. století. Teorie velkého sjednocení předpovídaly, že bodové poruchy v topologii prostoru, které by se projevily jako magnetické monopóly, by musely ve vesmíru být mnohem častější než se pozoruje (žádný se ještě nikdy nepozoroval).
Tento problém také řeší inflační teorie, která odstraňuje bodové poruchy z pozorovatelného vesmíru stejným způsobem, jakým narovnala geometrii vesmíru na plochou.

### Baryonová asymetrie
Stále není zcela jasné, proč se ve vesmíru vytvořilo více hmoty než antihmoty. Obecně se předpokládá, že když byl vesmír mladý a velmi horký, byl ve statistické rovnováze a obsahoval stejná množství baryonů a antibaryonů. Nicméně naše pozorování ukazují, že i v těch nejvzdálenějších částech vesmíru je jen minimum antihmoty. Tuto nesymetrii vytvořil neznámý proces baryogeneze. Aby baryogeneze nastala, musely být splněny Sacharovovy podmínky. Muselo být narušeno baryonové číslo, narušeny C-symetrie a CP-symetrie a vesmír se musel odchýlit od tepelné rovnováhy. Všechny tyto podmínky byly při velkém třesku splněny, ale to by pro dnes pozorovanou asymetrii nestačilo. Pro její vysvětlení bude třeba provést další vysokoenergetické částicové experimenty.

### Stáří kulových hvězdokup
V 90. letech 20. století se zjistilo, že pozorování kulových hvězdokup jsou neslučitelná s teorií velkého třesku. Počítačové simulace kulových hvězdokup, které souhlasily s pozorováními jejich hvězdných populací, ukazovaly, že kulové hvězdokupy jsou staré asi 15 miliard let, což je v rozporu s teorií velkého třesku, podle které vesmír vznikl před 13,8 miliardami let.
Problém byl vyřešen o několik let později, kdy byly vyvinuty nové simulace, které zahrnovaly také ztrátu hmoty díky hvězdnému větru. Ačkoli je určování stáří kulových hvězdokup stále problémem, objekty jsou podle všeho ve vesmíru jedny z nejstarších.

### Temná hmota
V 70. a 80. letech 20. století některá pozorování (zejména měření galaktických rotačních křivek) ukázala, že ve vesmíru není dostatek viditelné hmoty, která by byla zodpovědná za velikosti gravitačních sil uvnitř a mezi galaxiemi. Toto vedlo k myšlence, že až 90 % hmoty ve vesmíru není normální nebo baryonická hmota, ale takzvaná temná hmota. Navíc předpoklad, že vesmír je složen zejména z normální hmoty, vedl k předpovědím, které se rozcházely s pozorováními.Zatímco původně byla temná hmota kontroverzní, dnes je přijímána jako standardní součást kosmologie díky pozorováním anizotropie reliktního záření, rozptylu rychlostí galaktických kup a rozložení velkorozměrových struktur, studiu gravitačních čoček a měření galaktických kup v rentgenovém oboru. Temná hmota byla objevena jen díky jejímu gravitačnímu působení, žádné částice, které by ji mohly tvořit, zatím nebyly v laboratořích pozorovány. Nicméně na tuto roli je mezi částicemi mnoho kandidátů a rozjíždějí se již projekty na jejich detekci.

### Temná energie
Podrobná měření hustoty hmoty ve vesmíru v 90. letech 20. století našla hodnotu, která odpovídala jen 30 % kritické hustoty. Aby byl vesmír plochý, což naznačovala měření reliktního záření, znamenalo by to, že celých 70 % hustoty energie vesmíru zůstalo nevysvětlených. Měření supernov typu Ia odhalila, že vesmír se nerozpíná lineárně podle Hubbleova zákona, ale zrychleně. Obecná teorie relativity vyžaduje, aby většina vesmíru sestávala z energetické složky s velkým negativním tlakem. Temná energie se nyní považuje právě za těchto chybějících 70 %. Její povaha zůstává jednou z největších záhad velkého třesku. Možní kandidáti na ni jsou kosmologická konstanta a kvintesence. Zatím probíhají pozorování, která by nám ji mohla pomoci lépe pochopit.

## Budoucnost podle teorie velkého třesku
Před tím, než byly pozorované účinky temné energie, kosmologové zvažovali dva možné scénáře budoucnosti vesmíru. Pokud bude hustota hmoty vesmíru nad kritickou hustotou, dosáhne vesmír maximální velikost a začne se zase hroutit. Stane se zase hustějším a teplejším a skončí v podobném stavu, jako ve kterém byl na začátku – velkým křachem. Na druhou stranu, pokud je hustota vesmíru pod kritickou hodnotou nebo se jí rovná, rozpínání se časem zpomalí, ale nikdy nezastaví. Jak by klesala hustota vesmíru, vytváření hvězd by ustávalo. Průměrná teplota vesmíru by se asymptoticky blížila k absolutní nule. Černé díry by se vypařily. Entropie vesmíru by nabyla takové hodnoty, že by z ní nebylo možno získat žádnou organizovanou formu energie. Tomuto konci se říká tepelná smrt. Navíc, pokud se rozpadá proton, pak zmizí i všechen vodík, dominantní forma baryonické hmoty v dnešním vesmíru a zbude jen záření.
Nejnovější pozorování zrychleného rozpínání vedou k závěru, že více a více z nám teď viditelného vesmíru se dostane za náš horizont událostí a tedy mimo náš dosah. Výsledek zrychleného rozpínání není znám. Takzvaný Lambda-CDM model vesmíru, který obsahuje temnou energii ve formě kosmologické konstanty, předpovídá, že pospolu zůstanou jen gravitačně vázané systémy, jako jsou třeba galaxie, které nakonec skončí tepelnou smrtí, jak se vesmír bude ochlazovat a rozpínat. Jiná vysvětlení temné energie, takzvané teorie fantómové energie předpokládají, že se pohromadě neudrží ani kupy galaxií a případně galaxie a roztrhají se na části ve stále zrychlujícím se rozpínání končícím takzvaným velkým rozerváním. Poslední měření sondy WMAP ale tuto variantu konce prakticky vylučují.

## Spekulativní fyzika za hranicí velkého třesku
Zatímco velký třesk se v kosmologii již dobře zabydlel, bude pravděpodobně v budoucnosti vypilován. Jen málo je známo o nejranějším vesmíru, kdy se měla udát hypotetická inflace. Mohou totiž existovat části vesmíru, které v principu nemůžeme pozorovat. V inflační fázi mohly být velké části vesmíru vystrčeny za náš horizont pozorovatelného vesmíru. Až budeme lépe rozumět fyzice částic vysokých energií, budeme moci lépe vyvozovat, co se vlastně při velkém třesku stalo. Spekulace také často zahrnují teorie kvantové gravitace.
Některé návrhy jsou:
- chaotická inflace
- bránovová kosmologie zahrnující ekpyrotický model, ve kterém je velký třesk důsledkem kolize bran
- Oscilující vesmír, ve kterém je náš raný hustý vesmír konečné stadium velkého křachu vesmíru podobného tomu našemu. Vesmír pak může opakovaně procházet nekonečně mnoha velkých třesků a křachů. Cyklické rozšíření ekpyrotického modelu je moderní verzí tohoto scénáře.
- Big Bounce je také uvažovanou možností.[6]
- modely obsahující Hartleovu-Hawkingovu okrajovou podmínku, ve kterých je celý časoprostor konečný.
- Bernhard Riemann uvažoval pozorovatelný svět v umístění na povrchu 4D koule. Taková možnost pak nabízí velký krach a to nikoliv na místě původního třesku, ale naopak v protějším místě 3D povrchu 4D koule.

Některé z těchto scénářů jsou kvalitativně slučitelné s jinými. Všechny ale obsahují netestované hypotézy.
V roce 2015 zveřejnili kanadští a egyptští teoretičtí fyzikové studii, podle které by mohlo být stáří vesmíru nekonečné.

## Filozofické a náboženské interpretace
Z hlediska filozofie existuje několik interpretací teorie velkého třesku.Někteří lidé věří, že teorie velkého třesku dává podporu tradičním názorům na stvoření tak, jak jsou předkládány v Genesis. Jiní zase věří, že všechny teorie spojené s velkým třeskem se s takovými názory neshodují.
Velký třesk jakožto vědecká teorie není spojený se žádným náboženstvím.[zdroj?] Ačkoli některé náboženské interpretace jsou ve sporu s velkým třeskem, mnoho jiných není. Existují ovšem i radikálně ateistické filozofické interpretace teorie Velkého třesku.
Fyzik Hannes Alfvén tvrdil, že tuto teorii lze považovat za skrytou formu kreacionismu. Nevědeckou zatvrzelost obhájců teorie velkého třesku kritizuje i otevřený dopis vědců, který byl publikován v časopise New Scientist.